# Řehoř XI.
Řehoř XI., vlastním jménem Pierre Roger de Beaufort (1329,
Maumont, Limousin, Francie – 27. března 1378, Řím) byl papežem od 30. prosince 1370 a zůstal jím až do smrti, jeho pontifikát trval osm let. Byl posledním papežem před velkým schizmatem a rovněž posledním papežem francouzského původu (nepočítáme-li vzdoropapeže).

## Život
Byl synovcem Klementa VI., který mu otevřel přístup do církevních kruhů a v roce 1348 jej jmenoval kardinálem. Vystudoval universitu v Perugii, získal rozsáhlé znalosti teologie a církevního práva. Ve své době byl údajně velmi oceňován pro svou vzdělanost, pokoru a cudnost.
Byl posledním z avignonských papežů, údajně na výzvu sv. Kateřiny Sienské přesunul sídlo papeže zpět do Říma (17. ledna 1377). Snaha o ovládnutí střední Itálie jej ale dostala do vážného konfliktu s Florencií (tzv. válka osmi svatých v letech 1375–1378). Velice přísně postupoval proti počínající reformaci, odsoudil Jana Viklefa. Zemřel v roce 1378.
Při volbě nového papeže vtrhl do konkláve dav Římanů a donutil kardinály, aby byl papežem zvolen Ital, Urban VI., což se také stalo. Nový papež si však brzy po svém zvolení získal nepřátelství kardinálů, kteří se s podporou francouzského krále vrátili do Avignonu a zvolili vzdoropapežem Francouze Klementa VII.